# 규안
규안(久安, きゅうあん)은 일본의 연호(元号) 중 하나이다.
- 전후 : 덴요(天養) 이후 - 닌페이(仁平) 이전.
- 시기 : 1145년 ~ 1150년
- 천황 : 고노에 천황

## 개원(改元)
- 덴요 2년 7월 22일(율리우스력 1145년 8월 12일), 핼리 혜성의 출현을 이유로 개원.
- 규안 7년 1월 26일(율리우스력 1151년 2월 14일), 닌페이로 개원된다.

## 출전
『진서·유송전(劉頌傳)』의 「宜承大勳之籍，及陛下聖明之時，開啟土宇，使同姓必王，建久安於萬載，垂長世於無窮。」

## 서력과의 대조표
| 규안 | 원년   | 2년    | 3년    | 4년    | 5년    | 6년    | 7년    |
| ---- | ------ | ------ | ------ | ------ | ------ | ------ | ------ |
| 서력 | 1145년 | 1146년 | 1147년 | 1148년 | 1149년 | 1150년 | 1151년 |
| 간지 | 을축   | 병인   | 정묘   | 무진   | 기사   | 경오   | 신미   |

## 같이 보기
- 일본의 연호 일람
- 규안햐쿠슈(久安百首) : 헤이안 시대 후기인 1150년(규안 6년), 스토쿠인(崇徳院)의 명에 의해 작성된 햐쿠슈우타(百首歌).

| 이전 덴요 | 일본의 연호 1145년 ~ 1151년 | 다음 닌페이 |